# Magdalena Götz
Magdalena Götz (* 17. Januar 1962) ist eine deutsche Neurobiologin und Hochschullehrerin. Sie ist Direktorin des Instituts für Stammzellenforschung am Helmholtz Zentrum München sowie Lehrstuhlinhaberin des Instituts für Physiologische Genomik an der Ludwig-Maximilians-Universität München. Die vielfach ausgezeichnete Wissenschaftlerin ist gewähltes Mitglied mehrerer europäischer Wissenschaftsakademien sowie Trägerin des Gottfried-Wilhelm-Leibniz-Preises.
Die Forschungsschwerpunkte von Götz liegen in der Zell- und Molekularbiologie sowie der Stammzellenforschung.

## Leben und Wirken
Magdalena Götz ist eines von sieben Kindern des Karlsruher Architekten und Hochschullehrers Lothar Götz und dessen Frau Hannelore, geborene Grab.
Sie studierte zunächst Philosophie an der Ruprecht-Karls-Universität in Heidelberg, dann als Stipendiatin der Studienstiftung des deutschen Volkes Biologie in Zürich sowie an der  Eberhard-Karls-Universität in Tübingen. Bis 1992 promovierte sie in der Arbeitsgruppe von Jürgen Bolz am Friedrich-Miescher-Laboratorium der Max-Planck-Gesellschaft. Für ihre Promotionsarbeit wurde Magdalena Götz mit der Otto-Hahn-Medaille der Max-Planck-Gesellschaft ausgezeichnet.
2004 wurde Götz Direktorin am Institut für Stammzellenforschung der GSF (heute Helmholtz Zentrum München) in Neuherberg und auf den Lehrstuhl für Physiologische Genomik der Ludwig-Maximilians-Universität München berufen.

## Ehrungen und Auszeichnungen
Götz ist seit 2006 gewähltes Mitglied der European Molecular Biology Organization (EMBO) und der Academia Europaea. 2007 gewann sie den Gottfried-Wilhelm-Leibniz-Preis und wurde außerdem mit dem Hansen-Preis ausgezeichnet. Ebenfalls seit dem Jahr 2007 ist sie Mitglied der Leopoldina. 2010 erhielt sie das Bundesverdienstkreuz am Bande. Für 2014 wurde ihr für ihre herausragenden Arbeiten zur Erforschung der molekularen Grundlagen der Gehirnentwicklung der Ernst Schering Preis der Schering Stiftung zugesprochen. 2016 erhielt sie den mit 750.000 Euro dotierten Prix Roger de Spoelberch. 2017 wurde sie zum Mitglied der Bayerischen Akademie der Wissenschaften gewählt. 2018 erhielt Götz den Schellenberg-Forschungspreis der Internationalen Stiftung für Forschung in Paraplegie, 2019 die Gregor-Mendel-Medaille der Leopoldina.
Am 2. Dezember 2022 erhielt Götz aus der Hand von Landtagspräsidentin Ilse Aigner den Bayerischen Verfassungsorden. Für 2023 wurde ihr der Hector Wissenschaftspreis zugesprochen. Am 9. Oktober 2024 erhielt sie aus der Hand von Ministerpräsident Markus Söder den Bayerischen Verdienstorden. Für 2025 wurde ihr der Future Insight Prize zugesprochen.